# دیگو دمه
دیگو دمه (آلمانی: Diego Demme؛ زادهٔ ۲۱ نوامبر ۱۹۹۱) بازیکن فوتبال اهل آلمان است که برای باشگاه هرتابرلین بازی می‌کند.
از باشگاه‌هایی که در آن بازی کرده‌است می‌توان به آرمینیا بیله‌فلد، پادربورن، لایپزیگ و ناپولی اشاره کرد.